# Claudiu Mihuțiu
Claudiu Mihuțiu (* 23. Mai 1979 in Bukarest) ist ein rumänischer Neofaschist und ehemaliger Generalsekretär der militanten Organisation Noua Dreaptă in offener Nachfolge zur Eisernen Garde. Er lebte und studierte in Mannheim und unterhielt enge Beziehungen zur NPD.

## Leben
Claudiu Mihuțiu leitete von Deutschland aus die rumänische Organisation Noua Dreaptă („Neue Rechte“), eine militante Gruppe in offener Nachfolge der ultranationalistischen, antisemitischen und faschistischen Organisation Eiserne Garde (Garda de Fier), die in den 1930er Jahren mehrere politische Morde und Terroranschläge in Rumänien verübte.
Als sein persönliches Vorbild bezeichnete Mihuțiu den Gründer dieser Bewegung, Corneliu Zelea Codreanu, dem er auch seine Website gewidmet hatte. Auf der Website von Noua Dreaptă, die ebenfalls zum Teil in deutscher Sprache angeboten wird, wird das Keltenkreuz als Emblem der Gruppe und andere rechtsextremistische Symbole gezeigt.
Mihuțiu pflegte seit längerem enge Beziehungen zu Rechtsextremisten in Deutschland, besonders zur NPD, und in Österreich. Er nahm mehrfach an Veranstaltungen der NPD in Deutschland teil, so zum Beispiel an den 1. Mai-Feierlichkeiten der NPD 2004 in Berlin und an der 3. Sommeruniversität der NPD in Saarbrücken vom 22.–25. August 2004, bei denen auch weitere Delegationen rechtsextremer Parteien und Organisationen aus Europa zugegen waren. Vertreter der NPD wiederum reisten zu den von Mihuțiu organisierten Gedenken an Corneliu Zelea Codreanu Ende November 2004 in Bukarest, an dem auch andere rechtsextreme Parteien und Organisationen aus Europa wie England First (Großbritannien), Bund freier Jugend (Österreich), Mouvement Nation (Belgien) beteiligt waren. Mihuțiu war als Repräsentant der Noua Dreaptă an der Gründung der Europäischen Nationalen Front (ENF) beteiligt.
Zwischen 15. und 17. Oktober 2004 hatte die rechtsextreme Arbeitsgemeinschaft für demokratische Politik (AFP) ihre „39. Politische Akademie“ als eine geschlossene Veranstaltung in Feldkirchen in Kärnten (Österreich) abgehalten. Neben Claudiu Mihuțiu referierten unter anderem auch Gordon Reinholz, der Vorsitzende der Kameradschaft Märkischer Heimatschutz (MHS), weitere deutsche Rechtsextremisten wie Günter Deckert sowie die „graue Eminenz“ des österreichisch-deutschen Rechtsextremismus, Herbert Schweiger.
Des Weiteren trat Mihuțiu auf dem ersten „Fest der Völker“, einem von der NPD organisierten internationalen Rechtsrock-Festival am 11. Juni 2005 im thüringischen Jena als Redner auf. Nach seinem zeitgleichen Outing in der Nachbarschaft durch die Antifa wurden keine öffentlichen Auftritte Mihuțius mehr verzeichnet. Im selben Jahr erlitt er einen Unfall, der ihn für längere Zeit an einen Rollstuhl fesselte. Infolgedessen zog er sich aus allen Aktivitäten der Noua Dreaptă zurück. Seit 2006 unterhält er ein Übersetzungsbüro in Bukarest und trat als Übersetzer und Herausgeber von Codreanus Werk Handbuch für die Nester, das 1933 in rumänischer Sprache veröffentlicht worden war, in Erscheinung.

## Schriften (Auswahl)
- Corneliu Zelea Codreanu: Handbuch für die Nester: Leitfaden für Legionäre. Regin, Preetz 2006, ISBN 3-937129-36-7 (Aus dem Rumänischen von Claudiu Mihuțiu).
- Corneliu Codreanu und die Eiserne Garde. In: Claudiu Mihuțiu (Hrsg.): Junges Forum 4. Regin, Straelen 2005.